# Niederländisch-osttimoresische Beziehungen
Osttimor und die Niederlande unterhalten problemlose Beziehungen.

## Geschichte

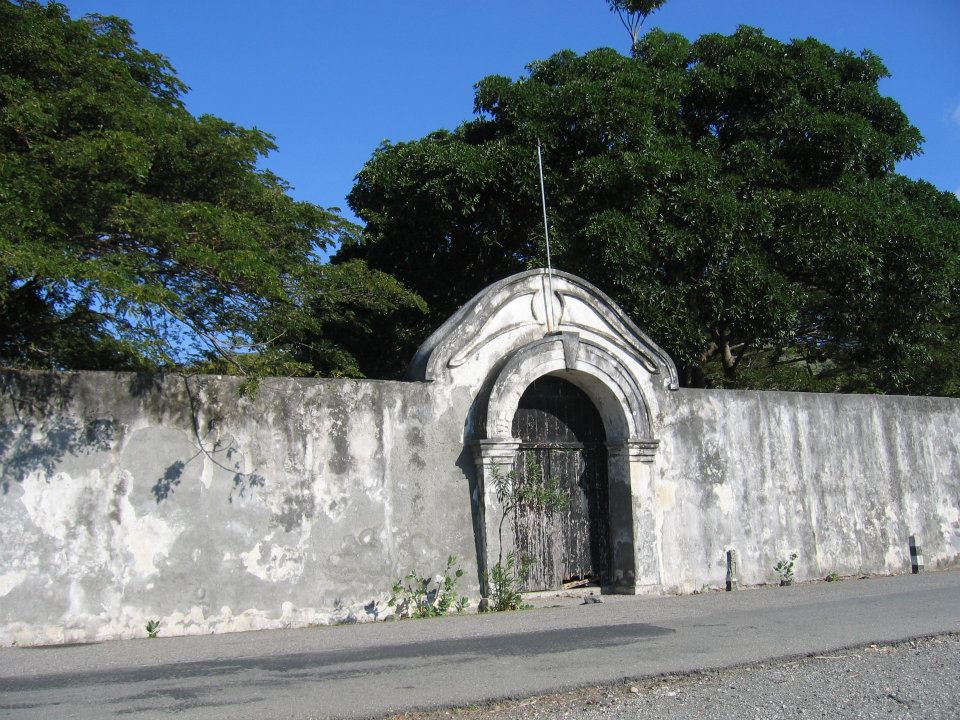
Das niederländische Fort in Maubara (2010)

Am 4. Juni 1613 landete Apollonius Schotte als erster Niederländer auf Timor und leitete den Zweikampf zwischen der Niederländischen Ostindien-Kompanie und Portugal um die Herrschaft über die Insel ein. 1640 wurde in Kupang die erste niederländische Festung auf Timor gebaut und nach der Schlacht von Penfui mit dem Vertrag von Paravicini konnten sich die Niederländer 1756 schließlich die Vorherrschaft über den Großteil des Westens der Insel sichern, während die Portugiesen mit Portugiesisch-Timor vor allem den Osten dominierten. Mit dem Vertrag von Lissabon (1859) wurden erstmals offizielle Grenzen zwischen den Kolonialmächten festgelegt. Dabei fiel die niederländische Exklave Maubara mit dem 1756 erbauten Fort und die Insel Atauro an Portugal. Auf Atauro hatten Calvinisten missioniert, weswegen hier eine alteingesessene protestantische Minderheit im sonst vor allem katholischen Osttimor lebt. Doch erst 1916 konnten die endgültigen Grenzen festgelegt werden, womit Noimuti im Westen an die Niederlande und Maucatar in Cova Lima an Portugal ging. Dort kam es zur Panik bei der lokalen Bevölkerung. Vor der Übergabe an die Portugiesen zerstörten sie ihre Felder und 5000 Menschen siedelten in den niederländischen Teil Timors über. Als einzige portugiesische Exklave in Westtimor blieb Oe-Cusse Ambeno übrig, das nun zum Staat Osttimor gehört. Die damals gezogenen Grenzen sind weitgehend identisch mit den heutigen Landesgrenzen zwischen dem nun indonesischen Westtimor und dem unabhängigen Staat Osttimor.

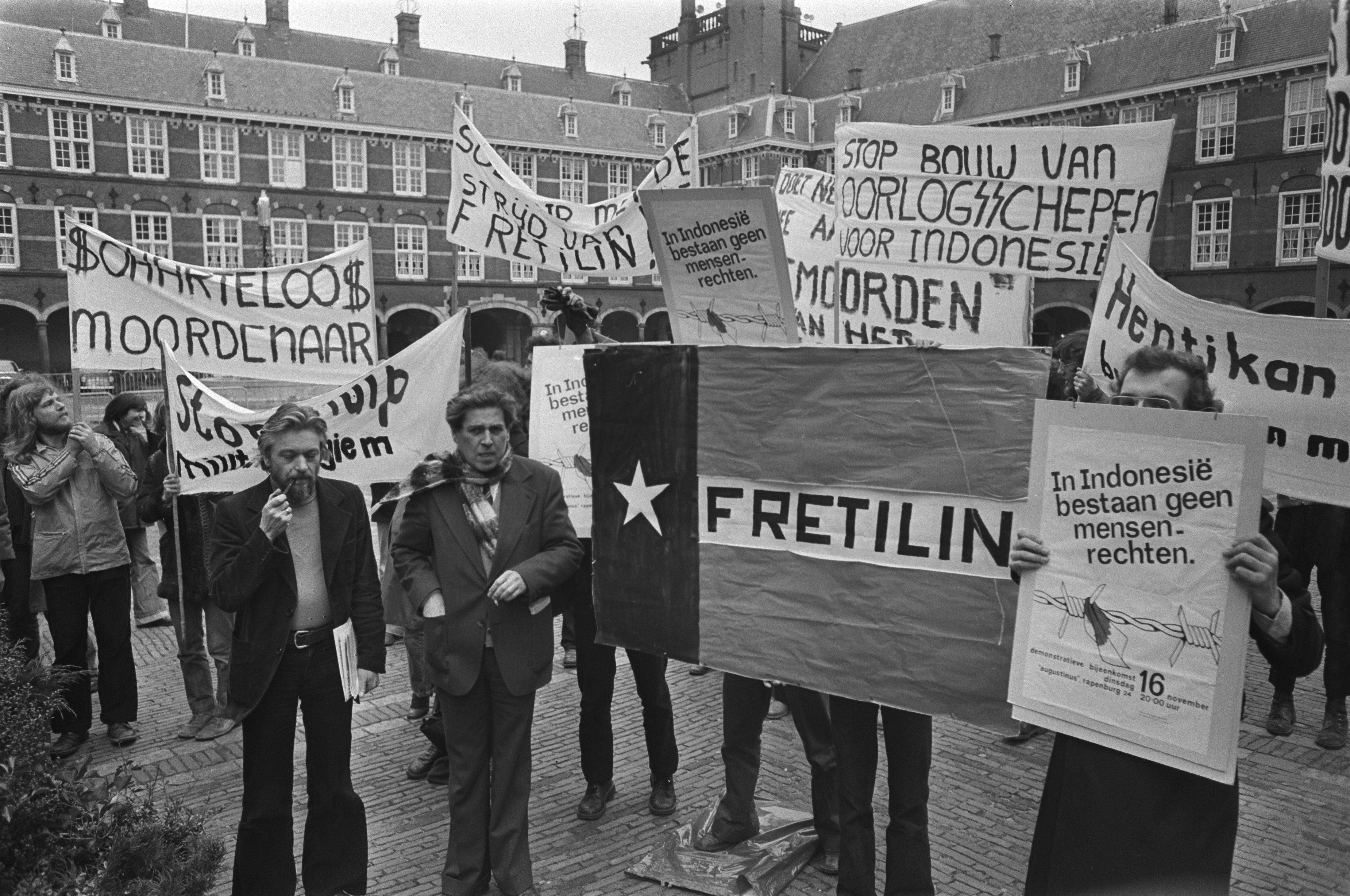
Demonstration der Befreiungsbewegung FRETILIN, zusammen mit Abgeordneten der PSP in Den Haag (1977)

Mitte des 18. Jahrhunderts hatten die Niederländer die ersten Kaffeeanpflanzungen in Maubara angelegt, doch erst im 19. Jahrhundert begannen auch die Portugiesen mit dem Kaffeeanbau auf Timor und übernahmen dazu das niederländische Plantagensystem. Portugals Kolonie war im 19. Jahrhundert immer mehr abhängig von ihren Verbindungen zu Niederländisch-Indien. Ein Großteil des Waren- und Personenverkehrs lief über die niederländische Kolonialhauptstadt Batavia, Makassar und Kupang, so 1860 mit einem Postschiff der Koninklijke Paketvaart Maatschappij (KPM). Bis ins 20. Jahrhundert hinein wurde der niederländische Gulden (Florin) in Portugiesisch-Timor als Parallelwährung verwendet.
Der Sturz der Monarchie in Portugal führte in Portugiesisch-Timor zu Verwirrung bei den Timoresen, denen das Konzept einer Republik fremd war. Teilweise gab es eine Sehnsucht nach der Monarchie, was die Niederländer mit Propagandaaktionen im Grenzgebiet auszunutzen versuchten. Sie verteilten Bilder ihrer Königin Wilhelmina. 1916 trat Portugal in den Ersten Weltkrieg auf Seiten der Entente ein. Zu dieser Zeit befürchtete man, die Niederlande könnten auf Seiten der Mittelmächte in den Krieg eintreten. Als die Beziehung zwischen den Niederlanden und Großbritannien auf einen Tiefpunkt sank, zogen die Niederländer 1917 Truppen an der timoresischen Grenze zusammen. Zum niederländischen Kriegseintritt kam es letztendlich nicht.
Obwohl Portugal neutral war, besetzten 1941 während des Zweiten Weltkriegs 400 niederländische und australische Soldaten Portugiesisch-Timor, um einer japanischen Invasion zuvorzukommen. Timor sollte als Puffer für Australien dienen. Portugal protestierte erfolglos gegen die Besatzung. Ab der Nacht vom 19. auf den 20. Februar 1942 besetzten die Japaner die portugiesische Kolonie, die zum Schauplatz eines Guerillakrieges zwischen australischen Kommandos und japanischen Besatzungssoldaten wurde. Nach dem Zweiten Weltkrieg erhielt Portugal die Kontrolle über seine Kolonie zurück, während Niederländisch-Timor Teil des unabhängigen Indonesien wurde.

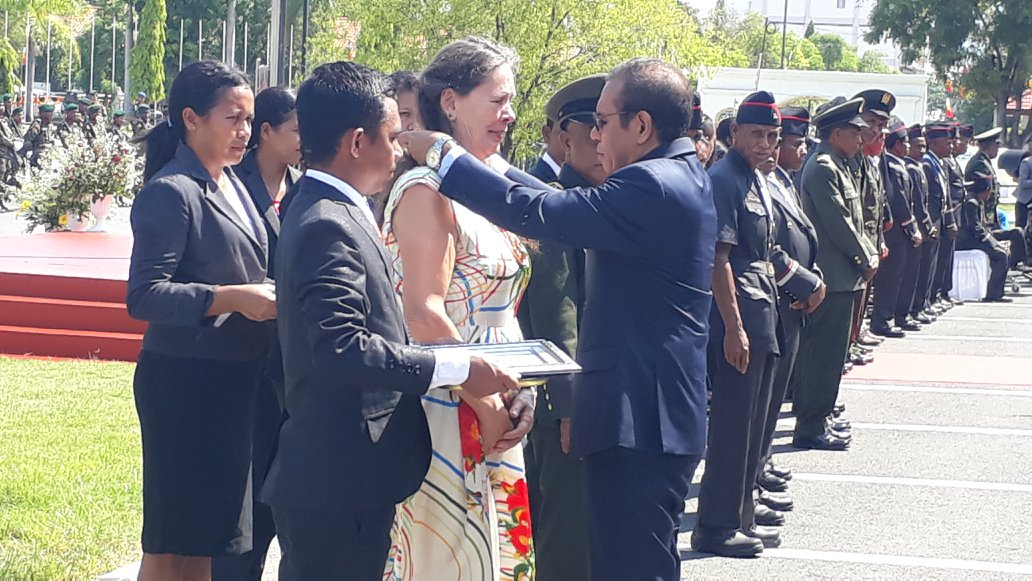
Saskia Kouwenberg erhält von Taur Matan Ruak den Ordem de Timor-Leste (2019)

1974 besetzte Indonesien Osttimor, was international und auch von den Niederlanden nicht anerkannt wurde. 24 Jahre kämpfte Osttimor für seine Unabhängigkeit. Die Niederländerin Saskia Kouwenberg unterstützte den britischen Journalisten Max Stahl seine Filmaufnahmen vom Santa-Cruz-Massaker 1991 nach Europa zu schmuggeln. Am 19. November 1995 besetzten osttimoresische Aktivisten friedlich unter anderem die niederländische Botschaft in Jakarta anlässlich des APEC-Gipfels in Osaka und am 7. Dezember erneut anlässlich des Jahrestags der indonesischen Invasion von Dili. Verschiedene Nichtregierungsorganisationen aus den Niederlanden setzten sich für Osttimor ein, so die Stichting Vrij Oost Timor.
Nach dem Unabhängigkeitsreferendum in Osttimor 1999 kam es zu einer letzten Gewaltwelle. Der niederländische Reporter Sander Thoenes geriet am 21. September in Dili in eine Straßensperre indonesischer Soldaten und wurde von ihnen erschossen. Bis 2012 beteiligten sich die Niederlande an der Integrierten Mission der Vereinten Nationen in Timor-Leste (UNMIT).

## Diplomatie

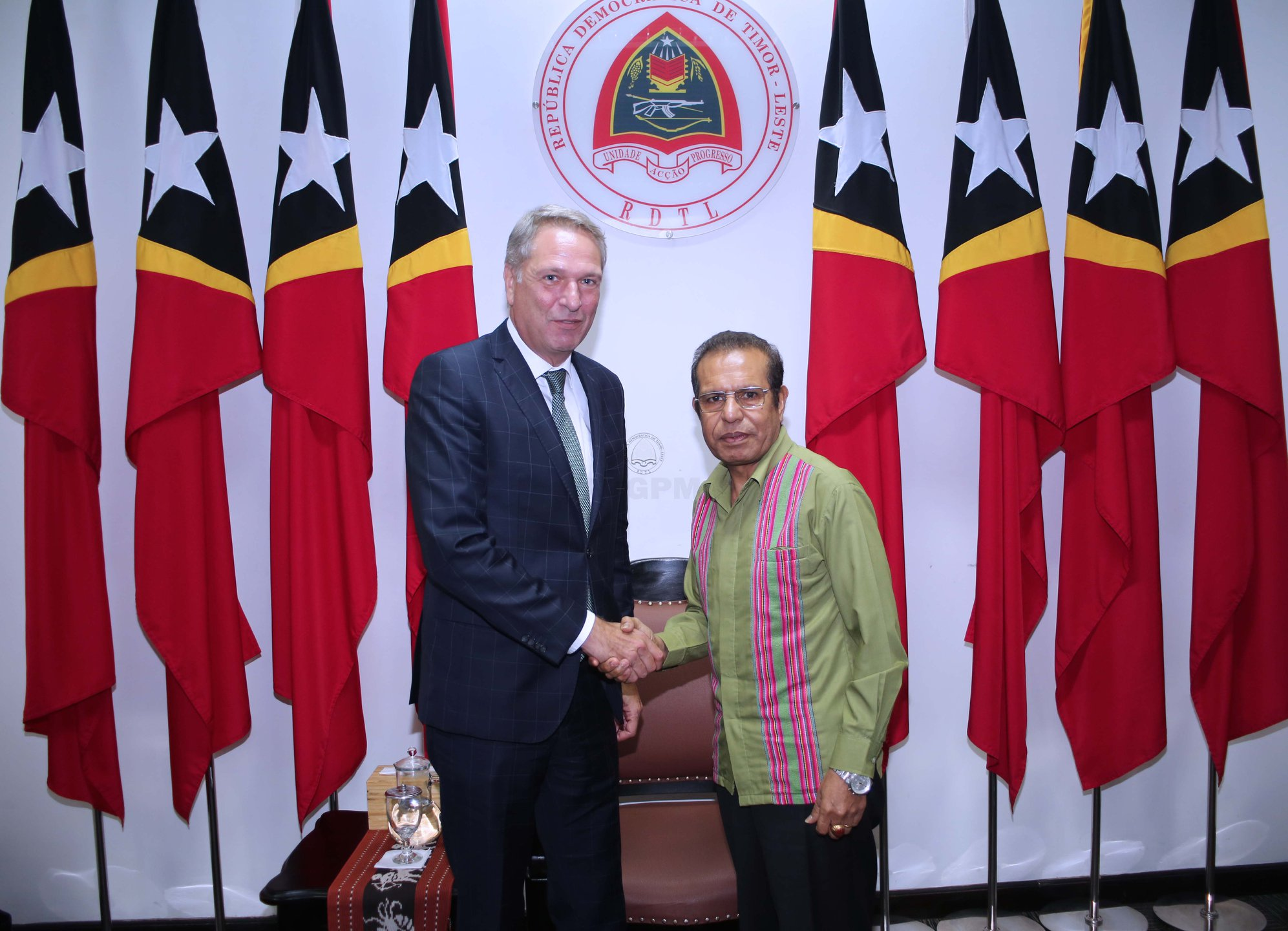
Der niederländische Botschafter Rob Swartbol und Osttimors Präsident Francisco Guterres (2019)

Die Niederlande und Osttimor nahmen 2003 diplomatische Beziehungen auf, ein Jahr nach der Entlassung Osttimors in die Unabhängigkeit. Zu den Parlamentswahlen in Osttimor 2012 entsandten die Niederlande einen Wahlbeobachter als Teil der europäischen Wahlbeobachtermission.
Osttimor unterhält keine diplomatische Vertretung in den Niederlanden. Zuständig ist der osttimoresische Botschafter in London. Der erste Botschafter Joaquim da Fonseca trat 2014 sein Amt an.
In der portugiesischen Kolonialzeit gab es in Dili bereits ein niederländisches Konsulat. Als im Februar 1942 die Japaner Timor besetzten, geriet der Konsul Brauer in Gefangenschaft. Erst im Mai gelang ihm mit seiner Frau die Flucht. Sie wurden am 8. Juli mit dem australischen Landungsboot HMAS Kuru von Beco nach Darwin gebracht.
2025 wurde der Journalist António Sampaio zum niederländischen Honorarkonsul in Dili ernannt. Der niederländische Botschafter hat seinen Sitz im indonesischen Jakarta.

## Wirtschaft
Das Handelsvolumen zwischen den Niederlanden und Osttimor betrug 2013 765.000 €. Für 2018 registrierte das Statistische Amt Osttimors Importe aus den Niederlanden im Wert von 3.034.000 US-Dollar (2016: 1.376.000 US-Dollar), womit die Niederlande auf Platz 17 (2016: Platz 18) der osttimoresischen Importeure steht. Die Exporte in die Niederlande hatten einen Wert von 87.900 US-Dollar (2016: 665.000 US-Dollar), womit die Niederlande auf Platz 18 (2016: Platz 7) der Empfänger osttimoresischer Produkte steht. Die Exportgüter in die Niederlande bestanden ausschließlich aus 15.600 kg Kaffee (2016: 356.200 kg).
Niederländische Firmen sind an der gemeinsamen australisch-osttimoresischen Förderung von Erdöl und Erdgas in der Timorsee beteiligt. 2018 eröffnete Heineken im osttimoresischen Hera eine Brauerei und Abfüllstation für Limonaden.

## Entwicklungshilfe
Die Niederlande beteiligen sich nur im Rahmen der Unterstützung durch die Europäische Union, die Vereinten Nationen und das Rote Kreuz an Entwicklungsprogrammen in Osttimor.

## Einreisebestimmungen
Staatsbürger Osttimors sind von der Visapflicht für die Europäische Union befreit. Auch Niederländer können nach Osttimor visafrei einreisen.